# Morawy-Laski
Morawy-Laski – kolonia w Polsce, w województwie mazowieckim, w powiecie ciechanowskim, w gminie Gołymin-Ośrodek.
Do 2023 miejscowość była częścią wsi Smosarz-Dobki.
W latach 1975–1998 Morawy-Laski administracyjnie należały do województwa ciechanowskiego.
Przez Morawy-Laski przebiega droga krajowa DK60.